# ریوین کانل
ریوین کانل (به انگلیسی: Raewyn Connell) جامعه‌شناس استرالیایی و متولد ۱۹۴۴ است. او استاد دانشگاه سیدنی است.
او یک زن ترنس است.